# الزراعة في الإمبراطورية اليابانية

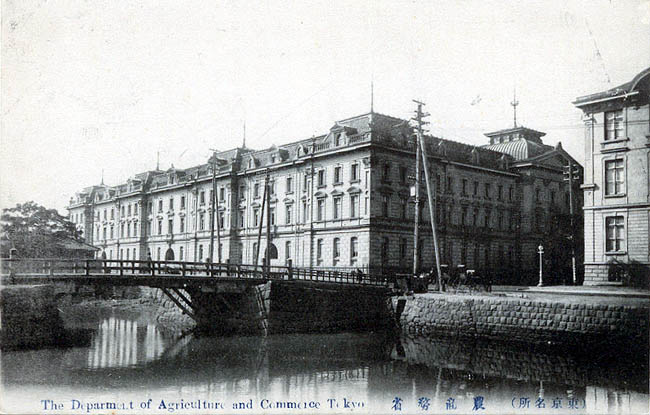
وزارة الزراعة في طوكيو، قبل 1923

الزراعة في الإمبراطورية اليابانية (農業政策 Nōgyō seisaku) كانت مكونًا هامًا لاقتصاد اليابان قبل الحرب. وعلى الرغم من أن اليابان لا تستغل سوى 16% فقط من أرضها للزراعة قبل حرب المحيط الهادئ، إلا أن أكثر من 45% من الأسر تعيش من الزراعة. كانت الأراضي اليابانية المزروعة مكرسة في معظمها إلى الأرز[ ؟ ]، والذي كان يمثل محصوله 15% من الإنتاج العالمي للأرز في عام 1937.

## التطور التاريخي

### فترة ميجي
بعد انتهاء نظام شوغونية توكوغاوا مع إصلاح ميجي عام 1868، سيطر على الزراعة اليابانية نظام الزراعة الإيجارية. ركزت حكومة ميجي برنامجها التصنيعي على عائدات الضرائب من الملكية الخاصة للأرض، وزاد إصلاح ضريبة الأراضي 1873 من عملية الإقطاعية، مع مصادرة أراضي العديد من المزارعين بسبب عدم القدرة على دفع الضرائب الجديدة.

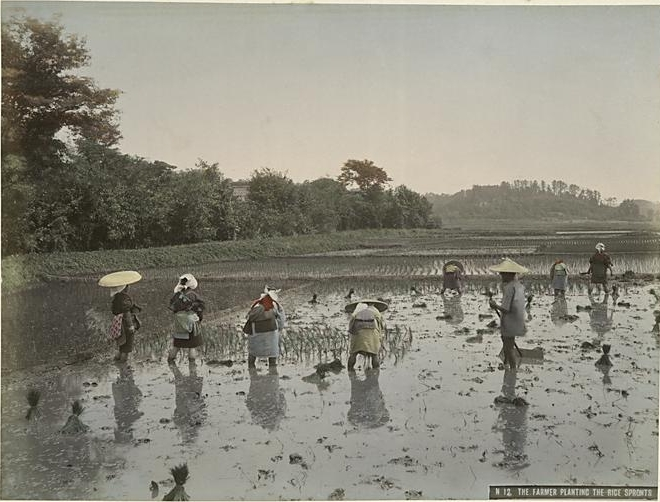
زراعة الأرز خلال عقد 1890. ظل هذا المشهد دون تغيير تقريبًا حتى عقد 1970 في بعض أجزاء من اليابان

تفاقمت هذه الحالة بواسطة سياسة ماتسوكاتا المالية الانكماشية من عام 1881 حتى عام 1885، والتي خفضت بشدة أسعار الأرز، مما أدى إلى المزيد من حالات الإفلاس، وكذلك الانتفاضات الريفية الكبيرة ضد الحكومة. وبحلول نهاية فترة ميجي، اضطر أكثر من 67% من جميع أسر الفلاحين إلى الإيجار، وحدث كساد في الإنتاجية الزراعية. كما اضطر المستأجرون لدفع أكثر من نصف محصولهم كقيمة إيجار، وكثيرًا ما كانوا يضطرون لإرسال زوجاتهم وبناتهم إلى مصانع النسيج أو إجبار بناتهم على البغاء لدفع الضرائب.
في بداية فترة ميجي، جمع ملاك الأراضي معدلاً مرتفعًا من الإيجار العيني بدلاً من النقد، وبالتالي لعبوا دورًا رئيسيًا في تنمية الزراعة، حيث وجد المزارعون المستأجرون من الصعب الحصول على رأس المال. وتدريجيًا، ومع تطور المحاصيل النقدية لاستكمال الدعامة الأساسية من الأرز، ونمو الرأسمالية بشكل عام من مطلع القرن العشرين فصاعدًا، تولت الجمعيات التعاونية الزراعية والحكومة الدور من خلال توفير الدعم الزراعي، والقروض، وتعليم تقنيات زراعية جديدة.
تم تأسيس أولى الجمعيات التعاونية الزراعية في عام 1900، بعد أن تمت مناقشة إنشائها في برلمان اليابان بواسطة شيناغاوا ياجيرو وهيراتا توسوك كوسيلة لتحديث الزراعة اليابانية وتكييفها كاقتصاد نقدي. كانت هذه التعاونيات في المناطق الريفية كاتحادات ائتمانية، تشتري جمعيات تعاونية، وساعدت في تسويق وبيع المنتجات الزراعية.

### فترة تايشو
كانت Imperial Agricultural Association (帝国農会 Teikoku Nokai) منظمة مركزية للجمعيات التعاونية الزراعية في إمبراطورية اليابان. وقد تم تأسيسها في عام 1910، وقدمت المساعدة للجمعيات التعاونية الفردية من خلال نقل علم الإنتاج النباتي وتسهيل مبيعات المنتجات الزراعية. كانت الجمعية الإمبراطورية الزراعية في ذروة بنية ثلاثية الطبقات لنظام محلي إقليمي وطني للجمعيات التعاونية الزراعية. وكانت هذه المنظمة ذات أهمية حيوية بعد دمج الأسواق في جميع أنحاء الدولة تحت سيطرة الحكومة في أعقاب أعمال شغب الأرز عام 1918 وزيادة الأزمة الاقتصادية منذ أواخر العشرينيات. وأدى تزايد النزاعات بين المزارعين المستأجرين وقضايا الإقطاعية أيضًا إلى زيادة اللوائح الحكومية.
بعد أعمال شغب الأرز عام 1918، جاء العديد من الفلاحين تحت تأثير الحركة العمالية الحضرية مع الأفكار الاشتراكية ووالشيوعية و/أو الإصلاح الزراعي مما أدى إلى وقوع قضايا سياسية خطيرة. لم تكن العائلة الإمبراطورية لليابان وزايباتسو هم ملاك الأراضي الزراعية الرئيسيين فقط، ولكن حتى عام 1928، قامت متطلبات ضريبة الدخل بتحديد حق التصويت بشدة، مقللة المقاعد في البرلمان اليابان للأثرياء. في عام 1922، تشكل نيهون نومين كيومياي (اتحاد مزارعي اليابان) للمفاوضة الجماعية عن حقوق الفلاحين والإيجارات الضعيفة.

### فترة شووا
بحلول فترة الثلاثينيات، أدى نمو الاقتصاد الحضري وهروب المزارعين إلى المدن إلى إضعاف قبضة الملاك تدريجيًا. وشهدت السنوات ما بين الحربين العالميتين أيضًا إدخالاً سريعًا للزراعة الآلية، والمكملات من الأسمدة الحيوانية الطبيعية مع الأسمدة الكيماوية والفوسفات المستورد.
مع نمو الاقتصاد في زمن الحرب، اعترفت الحكومة بأن الإقطاعية كانت عائقًا أمام زيادة الإنتاجية الزراعية، واتخذت خطوات لزيادة الرقابة على القطاع الريفي من خلال تشكيل Central Agricultural Association (中央農会 Chuo Nokai) في عام 1943، التي كانت منظمة إلزامية تحت نظام الاقتصاد المخطط مركزيًا في زمن الحرب لإجبار تنفيذ السياسات الزراعية الحكومية. وكان من واجبات المنظمة الأخرى تأمين الإمدادات الغذائية إلى الأسواق المحلية والجيش. وقد تم حلها بعد الحرب العالمية الثانية.

## الزراعة
بلغت مساحة الأراضي المزروعة في عام 1937 باليابان 14940000 فدان (60460 كم²)، والتي تمثل 15.8% من مساحة سطح اليابان الإجمالية، مقارنة بـ 10615000 فدان (42957 كم²) أو 40% من مساحة أوهايو (الولايات المتحدة الأمريكية، أو 12881000 فدان (52128 كم²) أو 21% من مساحة سطح إنجلترا. ارتفعت نسبة الأراضي المزروعة من 11.8% في عام 1887 إلى 13.7% في عام 1902، ومن 14.4% في 1912 حتى 15.7% في عام 1919. وانخفضت إلى 15.4% في عام 1929. وكان هناك 5374897 مزارعًا بمتوسط 2.67 فدان (11000 م²) لكل أسرة، مقارنة مع أي عائلة مزارع أمريكية بمتوسط 155 فدانًا (627000 م²). وكانت هذه أكبر في هوكايدو وكارافوتو وانخفضت بنسبة فدانين (8000 م²) في منطقة جنوب غرب البلاد. ورفعت الثقافة المكثفة والأسمدة والتطور العلمي المحصول إلى 43 بوشل للفدان الواحد (2.89 طنًا/هكتار) في عام 1936.
في بعض أجزاء من جنوب اليابان، ساعد المناخ شبه الاستوائي من الحصاد المزدوج. وكانت الحبوب الهامة الأخرى القمح والذرة والشيلم والدخن والشعير؛ مع البطاطسوبعض إنتاج من فول الصويا.

## الوضع حسب المنطقة الجغرافية

### الأقاليم الشمالية
إن مناخ جزر تشيشما قاس لأي شيء سوى الزراعة على نطاق صغير؛ وكان الاقتصاد يعتمد على صيد السمك وصيد الحيتان وحصاد الفرو ولحم الرنة.
وبالمثل كان مناخ كارافوتو قاسيًا مما جعل الزراعة صعبة، بالإضافة إلى التربة السبودية غير المناسبة. وقد تم تطوير الزراعة على نطاق صغير في منطقة الجنوب، حيث كانت الأراضي صالحة لزراعة البطاطس والشوفان والشيلم ومحصول العلف والخضروات. كانت 7% فقط من مساحة كارافوتو صالحة للزراعة. وكانت تربية الحيوان مهمة جدًا. وأثبتت تجارب زراعة الأرز نجاحًا جزئيًا. ومن خلال السياسات الحكومية، تسلم المزارعون القادرون من هوكايدو وشمال هونشو 12.5 أكر (51,000 م2) إلى 25 أكر (100,000 م2) من الأراضي ومنزل للعيش في كارافوتو، وبالتالي ارتفعت نسبة الأراضي المزروعة والسكان اليابانيين باطراد خلال فترة العشرينيات والثلاثينيات. وبحلول 1937، كان هناك 10811 أسرة يزرعون 86175 فدانًا (348.74 كم²)، مقابل 8755 أسرة يزرعون 179.9 كم² في عام 1926.

### هوكايدو
كانت هوكايدو منطقة مستهدفة للتنمية الزراعية منذ بداية فترة ميجي، مع إنشاء مكتب الاستعمار بهوكايدو، وبمساعدة العديد من المستشارين الأجانب الذين أدخلوا عددًا من المحاصيل والتقنيات الزراعية الجديدة. بلغ متوسط المزارع في هوكايدو 11 فدانًا (48000 م²)، أكثر من أربعة أضعاف في اليابان. وعلى الرغم من الجهود المبذولة لزراعة الأرز على حوالي 60% من الأراضي الصالحة للزراعة في الإقليم، إلا أن المناخ والتربة لم يساعدا على ذلك وجاء المحصول قليلاً. وشملت المحاصيل الأخرى الشوفان والبطاطس والخضروات والشعير والقمح وكذلك البستنة الموسعة. كانت مزارع الألبان هامة، وكذلك تربية الخيول لاستخدام سلاح الفرسان في جيش اليابان الإمبراطوري.
وصل عدد منازل المزارعين 2000000 منزل وذكرت الحكومة إمكانية تأسيس 1000000 منزل آخر.

### هونشو
كانت مساحة المزارع المستغلة لزراعة الأرز والبطاطس والشعير 3.5 إلى 4 فدادين (14000 إلى 16000 م²). أنتج شمال هونشو 75% من إنتاج التفاح في اليابان ؛ وشملت المنتجات الأخرى الكرز والخيول. وفي هونشو المركزية تمت زراعة الأرز ومنتجات خاصة تشمل التوت الأبيض (المستخدم لدودة القز) في سوا، والشاي (في شيزوكا)، والدايكون في آيتشي، وكذلك الشعير، والأرز، والعنب للنبيذ، وما إلى ذلك.

### شيكوكو وكيوشو
بسبب الظروف شبه الاستوائية، سادت جزر شيكوكو وكيوشو زراعة الأرز التقليدية ومحاصيل البطاطا الحلوة. وشملت المحاصيل الهامة الأخرى قصب السكر، والموز، والحمضيات اليابانية، والتبغ، والقلقاس والفاصوليا. وشملت المنتجات الأخرى التي يتم الحصول عليها في المرتفعات الشعير، والقمح، وفطر الموريل، والحرير، وتربية الحيوانات (الخيول والأبقار).

### جزر ريوكيو
كانت لجزر ريوكيو الاستوائية مع قلة المنطقة الصالحة للزراعة انخفاض كبير في الزراعة واعتمدت على الأرز، والبطاطا الحلوة، وقصب السكر والفواكه.

### تايوان
مع وجود عدد كبير من السكان من أصل صيني، كانت الأساليب الزراعية والمنتجات في تايوان ذات أسلوب صيني، مع سيادة زراعة الأرز والبطاطا الحلوة. وشملت المحاصيل النقدية الفواكه، والشاي، والجوت، والرامي[ ؟ ]. (بلغت مساحة الأرض المزروعة 2116174 فدانًا (8563.85 كم²) بكثافة 1576 نسمة لكل ميل مربع في عام 1937.
أولت الحكومة المركزية تركيزًا قويًا على تطوير صناعة قصب السكر، ووفرت تايوان 42% من طلب اليابان للسكر الخام. ارتفع استهلاك السكر في اليابان من 15 رطلاً (7 كجم) عام 1918 إلى 30 رطلا (14 كجم) عام 1928.
وركزت الحكومة المركزية بشدة أيضًا على تطوير منتجات الغابات. كان يتم جمع خشب الكافور[ ؟ ] من الغابات أو المزارع تحت احتكار الحكومة («شركة التصنيع فورموزا» من عام 1899).

### جزر بحار الجنوب
كانت الظروف المدارية الاستوائية لجزر بحار الجنوب داعمة لزراعة جوز الهند القلقاس، والبطاطا الحلوة، والتبيوكة، والموز، والأناناس، والأرز للاستخدام المحلي والتصدير. ركزت الحكومة المركزية بشدة في صناعة قصب السكر، مع السكر الأولي في سايبان وبالاو. ومع ذلك، فإن المساحة المحدودة جًدا من الأراضي القابلة للزراعة في ولاية جنوب المحيط الهادئ كانت تعني أن صيد السمك وصيد الحيتان ظلت أكثر أهمية من الناحية الاقتصادية.

### الفلبين
قبل حرب المحيط الهادئ، كانت هناك مستعمرة صغيرة يابانية في دافاو جنوب جزيرة مينداناو والتي عملت مع شركات القطاع الخاص اليابانية على زراعة الأبق لقنب مانيلا. وكان هذا هو المركز الرئيسي للزراعة في المنطقة، مع زراعة قصب السكر، والأناناس، والموز، والبطاطا الحلوة، والمحاصيل المدارية الأخرى. تجاوزت زراعة الأبق زراعة قصب السكر في المنطقة ولكن ليس في القيمة. تم إرسال 25% إلى الولايات المتحدة الأمريكية. السيزال كان يتم تصديره أيضًا إلى الولايات المتحدة الأمريكية واليابان.